# Кировский район (Ставропольский край)
Ки́ровский район — территориальная единица Ставропольского края. В границах района образован  Кировский городско́й о́круг.
Административный центр — город Новопавловск.

## География
Кировский район, на территории которого находится одноимённый городской округ, расположен на границе на юге Ставропольского края, протянувшись с юго-запада на северо-восток вдоль рек Малки, Золки и Куры. Район граничит на юге с республикой Кабардино-Балкария, на западе — с Предгорным и Георгиевским районами, на севере — с Советским и Степновским, на востоке — с Курским районами Ставропольского края.

## История
Район образован в 1935 году из состава Георгиевского района и первоначально назывался Аполлонским (по названию железнодорожной станции). Аполлонский район подчинялся непосредственно Северо-Кавказскому крайисполкому, на его территории действовали 2 исполкома сельских Советов депутатов трудящихся и 2 исполкома станичных Советов депутатов трудящихся. Административным центром района являлась станица Новопавловская.
В 1937 году Аполлонский район вошёл в состав Орджоникидзевского (с 1943 — Ставропольского) края. По данным на 1 апреля 1940 года район включал 4 сельсовета: Новопавловский, Новосредненский, Орловский и Ставропольский.
С августа 1942 года район находился в оккупации. Освобождён 6 января 1943 года. По другим данным — 7 января.
В 1953 году Аполлонскому району была передана территория упразднённого Советского района.
В 1963 году в связи с укрупнением районов Ставропольского края Аполлонский район был упразднён. Сельские советы Горнозаводской, Зольский, Марьинский, Новопавловский, Новосредненский, Старо-Павловский переданы в состав Георгиевского района, а Ростовановский и Советский сельсоветы переданы в состав Курского района.
В 1970 году образован Кировский район с центром в станице Новопавловской. На 1 января 1983 года район включал 8 сельсоветов: Горнозаводской, Зольский, Комсомольский, Марьинский, Новосредненский, Орловский, Советский и Старопавловский:14—15. 19 сентября 1991 года решением Президиума Ставропольского краевого Совета народных депутатов в Кировском районе образован Фазанный сельсовет с центром в посёлке Фазанный, выделенном из состава Комсомольского сельсовета этого же района.
Законом Ставропольского края 4 октября 2004 года было образовано муниципальное образование Кировский муниципальный район.
1 мая 2017 года все муниципальные образования Кировского района были объединены в Кировский городской округ.

## Муниципально-территориальное устройство до 2017 года
С 2004 до 2017 года в состав Кировского муниципального района входили одно городское и 9 сельских поселений:
| №        | Муниципальное образование | Административный центр  | Количество населённых пунктов | Население (чел.) | Площадь (км²) |
| -------- | ------------------------- | ----------------------- | ----------------------------- | ---------------- | ------------- |
| 1e-06    | Городское поселение:      |                         |                               |                  |               |
| 1        | город Новопавловск        | город Новопавловск      | 1                             | ↘26 106          | 242,16        |
| 1.000002 | Сельские поселения:       |                         |                               |                  |               |
| 2        | Горнозаводской сельсовет  | село Горнозаводское     | 3                             | ↗3239            | 96,60         |
| 3        | Зольский сельсовет        | станица Зольская        | 2                             | ↗11 013          | 177,81        |
| 4        | Комсомольский сельсовет   | посёлок Комсомолец      | 5                             | ↗3641            | 90,50         |
| 5        | Новосредненский сельсовет | посёлок Коммаяк         | 4                             | ↗2717            | 130,12        |
| 6        | Орловский сельсовет       | село Орловка            | 2                             | ↘2122            | 102,46        |
| 7        | посёлок Фазанный          | посёлок Фазанный        | 1                             | ↗1460            | 26,54         |
| 8        | Советский сельсовет       | станица Советская       | 2                             | ↗8282            | 246,92        |
| 9        | станица Марьинская        | станица Марьинская      | 1                             | ↗9120            | 150,45        |
| 10       | Старопавловский сельсовет | станица Старопавловская | 2                             | ↗3320            | 110,00        |

## Символика
Согласно Уставу Кировского городского округа данное муниципальное образование вправе устанавливать официальные символы, отражающие исторические, культурные, национальные и иные местные традиции и особенности.

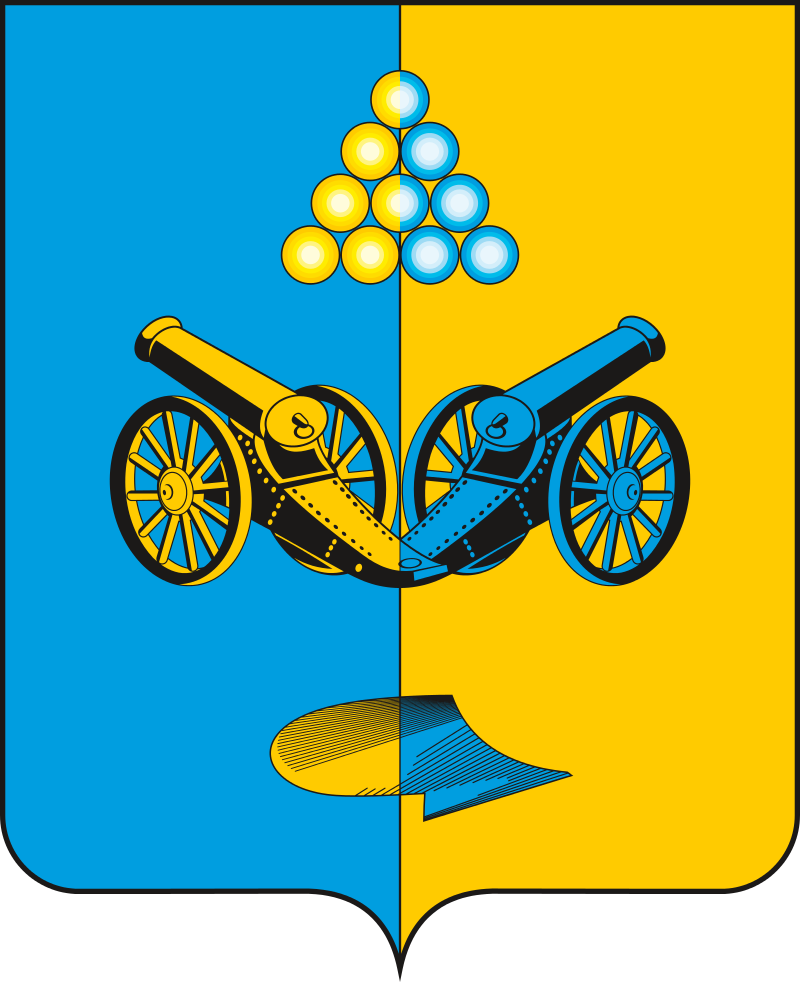
Герб Кировского городского округа
(в 2009—2017 годах — Кировского муниципального района)

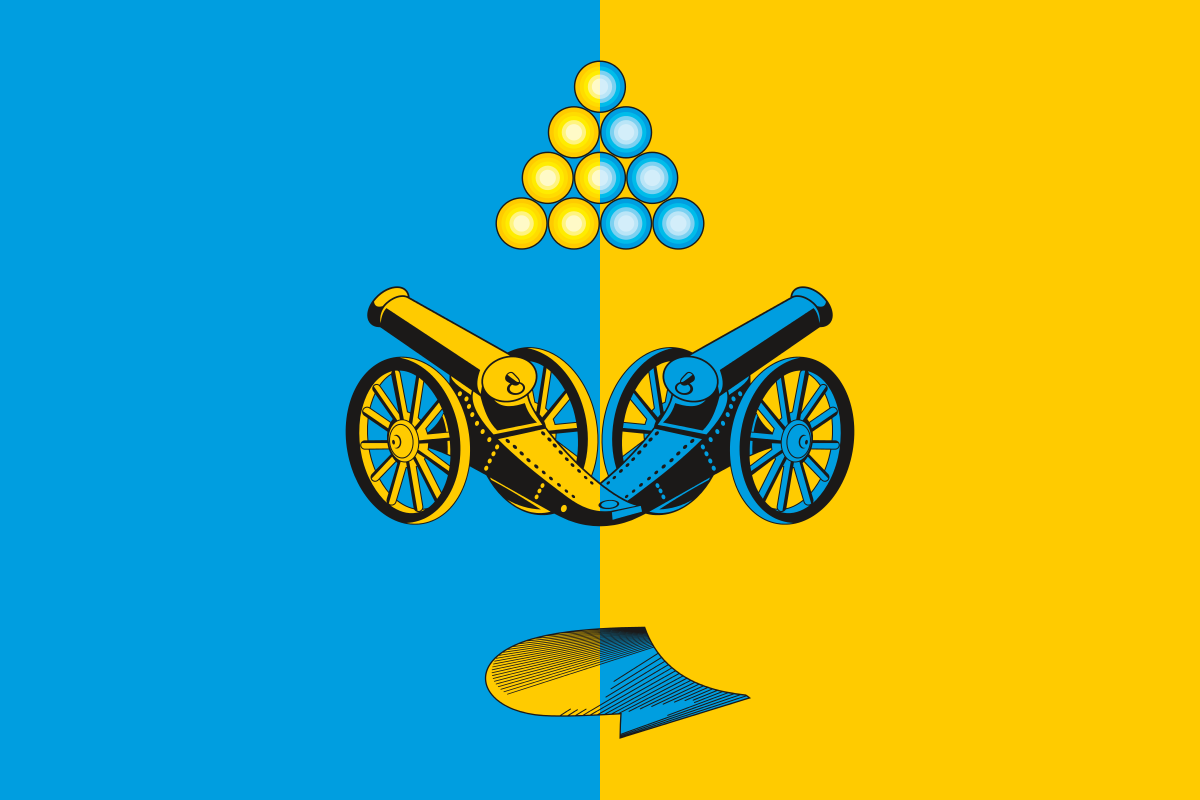
Флаг Кировского городского округа (в 2009—2017 годах — Кировского муниципального района)

Герб и флаг муниципального образования утверждены 20 февраля 2009 года как официальные символы Кировского муниципального района и внесены в Государственный геральдический регистр Российской Федерации с присвоением регистрационных номеров 6583 и 6584 соответственно. После преобразования муниципального района в округ, решением Думы Кировского городского округа Ставропольского края от 6 декабря 2017 года № 32 они были установлены в качестве официальных символов Кировского городского округа.
Герб представляет собой рассечённый лазорево-золотой геральдический щит, в центре которого между десятью ядрами, 1:2:3:4, сложенными в пирамиду и лемехом тех же переменных цветов, помещены две переменных цветов полевые пушки, одна против другой, соединённые лафетами.
В символике герба отражены основные исторические и иные особенности муниципального образования. Две пушки и треугольная пирамида, сложенная из десяти пушечных ядер, символизируют «военное прошлое земли Кировского района, которая сыграла важную роль в становлении российской государственности на Северном Кавказе». Изображение пирамиды из артиллерийских снарядов также является символом «устойчивости российских границ», защищаемых «предками казачьего населения» района.
Символика флага воспроизводит символику герба округа и представляет собой рассечённое вертикально на две равные половины сине-жёлтое полотнище с соотношением сторон 2:3, в центре которого между десятью ядрами, 1:2:3:4, сложенными в пирамиду и лемехом тех же переменных цветов, помещены две переменных цветов полевые пушки, одна против другой, соединённые лафетами.

## Население
| 1959    | 1979    | 1989    | 1990    | 1991    | 1992    | 1993    | 1994    | 1995    | 1996    | 1997    | 1998    |
| ------- | ------- | ------- | ------- | ------- | ------- | ------- | ------- | ------- | ------- | ------- | ------- |
| 38 404  | ↗44 489 | ↗55 572 | ↗56 392 | ↗57 450 | ↗58 608 | ↗60 672 | ↗62 729 | ↗64 087 | ↗64 934 | ↗65 642 | ↗66 349 |
| 1999    | 2000    | 2001    | 2002    | 2003    | 2004    | 2005    | 2006    | 2007    | 2008    | 2009    | 2010    |
| ↗67 246 | ↗67 409 | ↗67 725 | ↘67 317 | ↘67 280 | ↘67 272 | ↘67 132 | ↘66 804 | ↘66 486 | ↗66 515 | ↘66 397 | ↗71 723 |
| 2011    | 2012    | 2013    | 2014    | 2015    | 2016    | 2017    | 2018    | 2019    | 2020    | 2021    | 2023    |
| ↘71 661 | ↗71 669 | ↘71 384 | ↘70 971 | ↗71 026 | ↗71 073 | ↗71 148 | ↗71 244 | ↘71 078 | ↘70 880 | ↘67 087 | ↘66 599 |
| 2024    | 2025    |         |         |         |         |         |         |         |         |         |         |
| ↘66 369 | ↘66 163 |         |         |         |         |         |         |         |         |         |         |

### Урбанизация
В городских условиях (Новопавловск) проживают 30,97 % населения района.
Гендерный состав
По итогам переписи населения 2010 года проживали 33 344 мужчины (46,49 %) и 38 379 женщин (53,51 %).

### Национальный состав
По итогам переписи населения 2010 года проживали следующие национальности (национальности менее 1 %, см. в сноске к строке «Другие»):
| Национальность | Численность | Процент |
| -------------- | ----------- | ------- |
| Русские        | 57 957      | 80,81   |
| Цыгане         | 3656        | 5,10    |
| Армяне         | 2878        | 4,01    |
| Турки          | 1403        | 1,96    |
| Кабардинцы     | 1198        | 1,67    |
| Лезгины        | 729         | 1,02    |
| Другие         | 3902        | 5,44    |
| Итого          | 71 723      | 100,00  |

По итогам переписи населения 2020 года проживали следующие национальности (национальности менее 1 % и другое, см. в сноске к строке «Другие»):
| Национальность | Численность, чел. | Доля     |
| -------------- | ----------------- | -------- |
| Русские        | 52 432            | 78,16 %  |
| Цыгане         | 5130              | 7,65 %   |
| Армяне         | 2261              | 3,37 %   |
| Турки          | 2055              | 3,06 %   |
| Кабардинцы     | 1414              | 2,11 %   |
| Лезгины        | 761               | 1,13 %   |
| Другие         | 3034              | 4,52 %   |
| Итого          | 67 087            | 100,00 % |

## Населённые пункты
Распределение населения района:
 Новопавловск (30,97 %) Зольская (13,95 %) Марьинская  (14,53 %) Советская  (13,84 %) Комсомолец  (4,65 %) Остальные (22,06 %)
В состав территории района и соответствующего городского округа входят 23 населённых пункта.
| №  | Населённый пункт      | Тип населённого пункта | Население |
| -- | --------------------- | ---------------------- | --------- |
| 1  | Весёлый               | хутор                  | →100      |
| 2  | Горнозаводское        | село                   | ↘2847     |
| 3  | Грибной               | посёлок                | ↘47       |
| 4  | Закавказский Партизан | хутор                  | ↗600      |
| 5  | Золка                 | посёлок                | ↗400      |
| 6  | Зольская              | станица                | ↘9227     |
| 7  | Зольский Карьер       | посёлок                | ↘2        |
| 8  | Камышовый             | посёлок                | ↗200      |
| 9  | Коммаяк               | посёлок                | ↘1446     |
| 10 | Комсомолец            | посёлок                | ↘3076     |
| 11 | Крупско-Ульяновский   | хутор                  | ↗500      |
| 12 | Курганный             | хутор                  | ↘200      |
| 13 | Липчанский            | хутор                  | ↗400      |
| 14 | Марьинская            | станица                | ↗9613     |
| 15 | Новопавловск          | город                  | ↘20 490   |
| 16 | Новосредненское       | село                   | ↘500      |
| 17 | Орловка               | село                   | ↗2005     |
| 18 | Пегушин               | хутор                  | ↗300      |
| 19 | Прогресс              | посёлок                | ↗1720     |
| 20 | Советская             | станица                | ↗9160     |
| 21 | Совпахарь             | хутор                  | ↘200      |
| 22 | Старопавловская       | станица                | ↘2851     |
| 23 | Фазанный              | посёлок                | ↘1159     |

## Местное самоуправление
Главы Кировского муниципального района 
- Винников Сергей Васильевич[51]

Главы администрации Кировского муниципального района 
- Лукинов Владимир Фёдорович (с 11 декабря 2014 года по 2017 год)[52]

Главы Кировского городского округа 
- 2017-2022 - Лукинов Владимир Фёдорович[53]
- с 2022 - врио Новопашин Николай Олегович[54]

Председатели Думы городского округа 
- 2017-2022 - Винников Сергей Васильевич[55]
- с 2022 года - Шейранов Никита Сергеевич

## Экономика
Выпуском железобетонных изделий занимается ОАО «КПП Кировский». Добычей нерудных материалов на территории округа занимаются: «Зольский балластный карьер»; ООО «Промстройинвест»; Пятигорское карьероуправление.